# Список самых высоких зданий префектуры Симане

## Самые высокие здания
В списке приведены небоскрёбы префектуры Симане с высотой от 60 метров, основанные на стандартных измерениях высоты. Эта высота включает шпили и архитектурные детали, но не включает антенны радиовышек и башен.
| Рейтинг | Название                              | Фото | Высота м | Этажность | Год  | Город | Примечания        |
| ------- | ------------------------------------- | ---- | -------- | --------- | ---- | ----- | ----------------- |
| 1       | San'in Godo Bank Building             |      | 75.0     | 14        | 1997 | Мацуэ | [ 1 ] [ 2 ] [ 3 ] |
| 2       | Shimane Bank new head office building |      | 66.4     | 13        | 2016 | Мацуэ |                   |
| 3       | Matsue Red Cross Hospital             |      | 63.2     | 14        | 2010 | Мацуэ |                   |